# Viliam Žingor

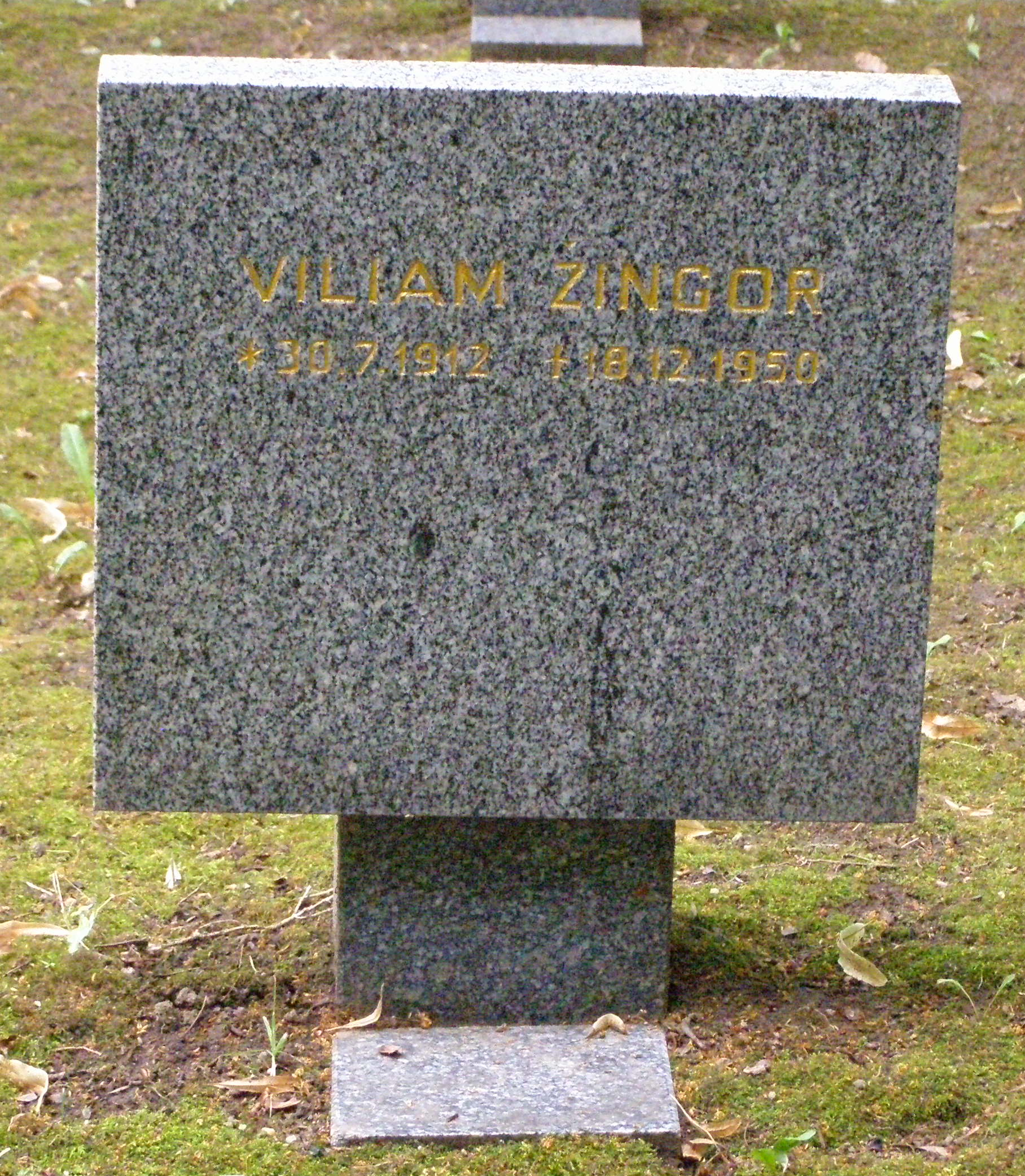
Symbolický hrob na Čestném pohřebišti popravených a umučených z padesátých let (III. odboj) na Ďáblickém hřbitově v Praze

Viliam Žingor (30. července 1912 Bystrička – 18. prosince 1950, Bratislava) byl slovenský voják a partyzán, hrdina Slovenského národního povstání a poválečný politik KSS, v 50. letech jedna z obětí komunistického teroru. Po válce obdržel Řád Slovenského národního povstání I. třídy. Prezident Antonín Novotný jej politicky přehodnotil, prezident Ludvík Svoboda občansky a právně částečně rehabilitoval. Václav Havel jej plně uznal, zviditelnil a povýšil do hodnosti generála a udělil mu Řád M. R. Štefánika III.třídy.

## Biografie
Major (generál in memoriam) Viliam Žingor vystudoval gymnázium v Martině a dva roky působil na Vysoké škole zemědělské v Brně (1931). Poté pracoval v domácím hospodářství a v roce 1934–1936 absolvoval základní vojenskou službu. V letech 1937–1941 pracoval na různých pozicích jako účetní a během této doby absolvoval různé vojenské cvičení. Od května 1939 byl poručíkem v záloze. Během operace Barbarossa byl od 23. června 1941 členem slovenské armády na východní frontě a obdržel 10. března 1942 tři vyznamenání. Za hrdinství III. stupně, Za zásluhy a Pamětní odznak za polní tažení. Po návratu ze služby Slovenské armády pracoval od prosince 1942 půl roku jako vedoucí knihkupectví v Bratislavě.
Zběhnutím 4. července 1943 se vyhnul dalšímu povolávacímu rozkazu slovenské armády a na jaře roku 1944 založil partyzánský oddíl, jeden z prvních na Slovensku, který působil v okolí obce Bystrička a na Martinských holích (Turčianska kotlina). Za Slovenského národního povstání se spojil se skupinou Pjotra Alexejeviče Veličky a byl velitelem 2. brígády M.R. Štefánika, která je společně s brigádou Veličky spoluzodpovědná za vraždy civilistů ve Sklabini. Žingor navrhl Veličkovi přesunutí všech partyzánů do Kantorské doliny, kde se mimo jiné organizovali utečenci z Maďarska. Mezi nimi francouzští partyzáni Georgese de Lannuriena. Žingorova brigáda se rozrostla na asi 1500 členů a podřídila se Golianově armádě a odmítl se podřídit sovětskému velení ÚŠPH v Kyjevě. Brigáda úspěšně bránila především Rajeckou dolinu a oblast Turce. Další osoby nemohla do svých řad pro nedostatek zbraní přijímat a po krachu slovenského povstání se usadila v oblasti Malé Fatry. Vzhledem ke ztrátě rádiového spojení a nemožnosti zásobování přečkala zimu a zapojila se aktivně do boje až v dubnu 1945.

## Život po válce
Hned po válce vstoupil do komunistické strany a byl jejím nadšeným stoupencem. Pro svou nespornou autoritu a vojenské schopnosti byl v hodnosti majora zástupcem velitele sboru národní bezpečnosti pro střední Slovensko 1945–1947. Od srpna 1946 byl zvolen úřadujícím předsedou Svazu slovenských partyzánů (předsedou se stal Karol Šmidke). Na základě výsledků voleb roku 1946 byl zvolen do Slovenské národní rady.
Žingora nadšení pro komunistické ideály brzy opustilo a již v roce 1946 byly šířeny zprávy o tom, že Žingor měl připravovat ozbrojené povstání partyzánů, což on sám důrazně popřel. V roce 1947 byl zbaven funkce předsedy partyzánů i členství ve straně. Mandátu v SNR byl zbaven 12. března 1948 rozhodnutím KSS. Mimo politiku kritizoval zejména tzv. hovnopartyzány, bezcharakterní kariéristy, kteří se odboje vůbec nezúčastnili a sháněli si potvrzení o své bojové činnosti, aby získali partyzánské legitimace. Na tomto základě si začali budovat svoji politickou kariéru. Některé fiktivní bojové skupiny, však byly odhaleny a přezkoumány např. prezidentskou kanceláří. Běžně se stávalo, že státní zastupitelství nakonec vůbec nezahájilo soudní proces a v archivech visí dodnes spoustu neobjasněných písemností. Tito zkompromitovaní lidé byli později donuceni ke spolupráci v nově se tvořící StB, neboť byli jeho ideálními kandidáty. Stejně jako osoby zkompromitované spoluprací s gestapem, bezpečnostní službou a orgány německé správy. Žingor považoval partyzánské hnutí za čestné poslání a zásadní politický postoj. Byl přesvědčen, že členové partyzánské organizace nesmí být zneužiti jakoukoliv politickou stranou a musí zůstat nestranní. Z tohoto důvodu se část odbojářů, kteří prohlédli falešnou komunistickou politiku rozhodlo zůstat tzv. ve stráži a být k dispozici demokratickým silám v republice hned po válce a tak držela v tajnosti zbraně. Od února 1948 se stali terčem ozbrojených lidových milicí, z kterých se od roku 1950 tvořily úderné oddíly, které ve spolupráci s SNB sloužily k likvidaci tzv. protistátních živlů. Pokud by nenásilný plán politického převratu v únoru 1948 nevyšel, byl komunisty připraven silový převrat s využitím lidových milicí u kterých se po válce také shromažďovaly neodevzdané zbraně.

## Případ Turiec a Žingor
Po ukončení politické činnosti v březnu 1948 Žingor měnil neustále zaměstnání a byl krátce také skladníkem v Mošovcích. Vznikající Státní bezpečnost se za každou cenu soustředila na sbírání jakýchkoliv protistátních materiálů. Hledala souvislosti mezi Žingorem a osobami stejně klasifikovanými jako „protistátní živly“ a začala kontrolovat jeho korespondenci a zahájila tzv. žingoriádu. V případu Turiec hraje důležitou úlohu Jozef Kubík muže schopného a ochotného zajistit výzbroj pro lidi připravující převrat. Faktem je, že u Kubíka se během domovní prohlídky našla početná vojenská výbava, zbraně a munice. Žingor opustil svoji manželku a čtyři děti.a odešel do Hlohovce. Zde si našel novou přítelkyni a práci účetního ve Státním ústavu zajišťující výchovu mladých chlapců. StB se podařilo docílit jeho propuštění a z existenčních důvodů byl Žingor nucen spolu s Elenou Lamošovou a s jejím synem opustit Hlohovec. Otec Lamošové Žingora udal StB a Hlohovec se stal centrem protistátní činnosti. Žingor byl StB označen za vůdce skupiny připravující státní převrat za asistence západních mocností. Při hledání dalšího zaměstnání pracoval v konzervárně v Dolním Kubíně a krátce žil v Liptovském Hrádku. Při shánění náhradního bydlení Žingor přijal nabídku od svého přítele Vladislava Kováče a všichni tři se společně přestěhovali na chatu do Račkové kde žili v tajnosti a nevyvíjeli žádnou politickou činnost. Jelikož StB nevěděla vypátrat místo pobytu bývalého partyzánského velitele, vznikla záminka, že Žingor odešel „do hor“ organizovat vojenský převrat. Proto zapojila do vyšetřovací akce síť agentů a zpravodajů StB a celý úderný oddíl SNB. Rozkaz na hromadnou zatýkací akci postihující mnoho dalších osob padl počátkem listopadu 1949. Bezpečnostní složky nemohly zpočátku přijít Žingorovi na stopu a nevěděly kde se přesně ukrývá. Protože Lamošová čekala dvojčata, podařilo se jí přes porodní asistentku a její dceru vypátrat místo jeho bydliště. Nakonec jej pátrací bezpečnostní komando 27. listopadu 1949 v Račkové dopadlo a obvinilo z velezrady a špionáže. Viliama Žingora komunisti zobrazili v podobě nejhoršího zločince, velezrádce a vraha, zbabělce povstání a stoupence maršála Tita. Dále jako sympatizanta rozvrácené Demokratické strany, člověka který se odmítá smířit s „lidově demokratickým státním zřízením“, přičemž své postavení v rámci předsedy slovenských partyzánů zneužil na organizaci a šíření myšlenek státního převratu se zahraničně politickým krytím. Během rok trvajícího trestního řízení a soudního procesu, bylo vyslechnuto 145 osob zejména z řad partyzánů tak, aby tento druhý velký politický proces v Československu měl co největší odstrašující účinek.
Během veřejného prvního vykonstruovaném procesu (monstrprocesu) s partyzány byl na základě „přiznání“ vynucených mučením společně s dvěma spolubojovníky odsouzen k trestu smrti. Za vinu mu byla kladena příprava ozbrojeného povstání s cílem násilím svrhnout vládu lidové demokracie a znovu nastolit kapitalistický řád. Dne 18. prosince 1950 byl v Bratislavě popraven.

## Politické okolnosti
Většina partyzánů a vojáků účastníků slovenského povstání byla politicky perzekvována hned po osvobození. Většina z nich byla přemluvena nebo donucena ke vstupu do SNB. Po únoru 1948 hrozilo partyzánům a čs. vojákům úplné vyloučení z veřejného života, zákaz cestování do zahraničí, nemožnost zisku zaměstnání v řídící funkci, perzekuce rodiny atd. Nejen po převratu 1948 ministerstvo obrany schvalovalo návrhy na udělení statutu partyzána jak na běžícím pásu na základě návrhů ministerstva vnitra. Tvořící se státní bezpečnost tak zahájila činnost svých zpravodajů, důvěrníků a kandidátů ke spolupráci. Od roku 1951 svaz protifašistických bojovníků sloučil slovenské a české partyzány a byl infiltrován spolupracovníky StB jako důležitá a páteřní složka národní fronty.
V šedesátých letech se prezident Novotný jménem KSČ za politický proces a vraždu omluvil a vrátil mu státní vyznamenání. V roce 1968 byl Žingor prezidentem Svobodou občansky a právně rehabilitován, ne však v plné míře, neboť proces přerušila normalizace. Dvoudílný publicistický film Žingora proces vyrobila STV Bratislava v roce 1968. Generální tajemník ÚV KSČ Gustáv Husák však Žingora opět úplně zatratil. Úplné rehabilitace se Žingorovi dostalo až v roce 1991 kdy jej prezident Václav Havel posmrtně povýšil na generálmajora in memoriam, a udělil Řád Milana Rastislava Štefánika III. třídy.
Na jeho rodném domě v Bystrička odhalili pamětní desku na níž stojí: „V tomto domě žil genmjr . in memoriam Viliam Žingor, 1912–1950. Odtud pocházejí jeho první myšlenky odboje v Turci, které v roce 1944–1945 naplnil v SNP jako organizátor a velitel II. partyzánské brigády generála Milana Rastislava Štefánika.“
O jeho životě a smrti vypráví i film Milana Varsika a Fedora Bartka Poslední noc Viliama Žingora, který vyrobila STV Bratislava v roce 1991.

## Citát
V rámci svého boje proti komunismu vydal Žingor několik prohlášení, která se rozmnožovala a rozšiřovala mezi slovenským obyvatelstvem. Zde je stručný citát z jedné z nich (převzato z www.svedectvo.com):
| „               | Slováci! Žijete už druhý rok v ľudovej demokrácii. Všetci už z vlastnej skúsenosti poznáte socialistický poriadok, ktorý vraj má priniesť blahobyt na večné veky. Poznali ste smutný rozdiel medzi rečami a sľubmi terajších verejných predstaviteľov a medzi skutočnosťou. Presvedčili ste sa o pravdivosti slov, že socializmus v skutočnosti môže rozdeliť každému rovnako len biedu, no nie je v stave rovnako rozdeliť blahobyt: že je to podľa Vášho doterajšieho poznania len teror, násilie, bezprávie, vyzdvyhovanie do popredia hlúpych pováh, vadných a čím ďalej, tým väčšia bieda a nechuť k životu! | “ |
| — Viliam Žingor | |   |